# Aeródromo Peldehue
El aeródromo Peldehue es un terminal aéreo, ubicado a un costado de la autopista Los Libertadores, al norte de la ciudad de Colina, Región Metropolitana de Santiago, Chile.
Con una pista de 1500 metros de largo y 30 de ancho, su construcción fue anunciada  en el año 2008 para la descongestión del aeródromo Tobalaba luego del debate producido por la tragedia aérea de Peñalolén. Las obras iniciaron en julio de 2017 y terminaron en diciembre de 2021. El aeródromo puede absorber un 30 % de los vuelos del aeródromo Tobalaba. El aeródromo fue inaugurado oficialmente el 13 de diciembre de 2021.